# Parc des expositions de Pontevedra
Le parc des expositions de Pontevedra est un complexe destiné aux manifestations événementielles, que sont les expositions, les foires ou les salons, ainsi qu'aux congrès. Il se situe le long du Parc Rosalía de Castro, tout près des rives du Lérez à Pontevedra, en Galice (Espagne).

## Historique
Le parc est édifié en 1997, à l'initiative de la Junte de Galice, avec une architecture moderne. C'est l'œuvre de l'architecte Manuel de las Casas, à qui le projet a été confié en tant qu'annexe du Palais des Congrès de Pontevedra. Il a présenté le projet qui a le mieux intégré les deux bâtiments, en parvenant à l'harmonie de l'ensemble du complexe et des espaces sur les rives du Lérez.
Le parc des expositions a été inauguré le 17 décembre 1998 et ouvert au public avec le Salon de l'automobile Pomóvil inauguré par le président de la Xunta de Galice,.
Le parc des expositions a été géré de 1998 à 2020 par l'organisme autonome Palacio de Congresos y Exposiciones, au nom du conseil municipal de Pontevedra.

## Infrastructures
Le parc des expositions a une superficie de 7 500 m2. Il se compose d'un édifice long de 163 mètres, large de 34,4 mètres et haut de 15,2 mètres.
Le parc dispose d'un parking en plein air d'une capacité de 230 véhicules. Le bâtiment, en forme de tétraèdre, est en acier avec des finitions en aluminium et en verre, et a une surface totale d'environ 6 000 m2.
Le bâtiment polyvalent dispose d'un espace d'exposition entièrement couvert, préparé pour accueillir toutes sortes de foires et d'expositions, ainsi que d'une zone d'accréditation pour les conférences dans le hall d'entrée. Il offre de multiples possibilités d'agencement pour s'adapter au mieux aux manifestations et les personnaliser.
Ce vaste ensemble est complété par l'auditorium voisin, d'une capacité totale de 1 118 places et d’une surface totale de 10 000 m2. Le bâtiment du parc des expositions, de forme tétraédrique et de texture en acier dur et froid aux murs en aluminium et aux grandes fenêtres, contraste avec les dalles d'ardoise verte de l'annexe, le Palais des Congrès de Pontevedra, auquel il a un accès direct depuis l'intérieur, ce qui permet une grande polyvalence dans l'utilisation conjointe de toutes ses salles, de sorte que les services de restaurant, de cafétéria et de terrasse sont à usage commun.
Les dimensions des espaces du Parc des expositions de Pontevedra sont les suivantes :
- Hall d'accès aux expositions et congrès : 350 m².
- Surface principale du bâtiment : 4.140 m².
- Hall du premier étage : 750 m².
- Entrepôts du parc des expositions : 368 m².
- Parking extérieur : 1.800 m².

C'est une combinaison harmonieuse de spatialité, de polyvalence et de luminosité ; un espace polyvalent, entouré de dix mille mètres carrés de jardins et d'espaces verts.

## Manifestations
Le parc accueille différentes manifestations professionnelles et grand public par an, dont la foire Culturgal, la foire Etiqueta Negra (foire des produits gourmet galiciens),,, la foire Pont Up Store, la foire Stock ou le salon des mariages Si quero, le salon de l’automobile Móvete et le salon des familles et des enfants Mundonenos  entre autres.
En plus de cela, le parc des expositions de Pontevedra est utilisé pour de multiples activités de loisirs telles que l'installation d'une patinoire à Noël ou la célébration de concerts en plein air sur les esplanades extérieures.
Dans le passé, le parc des expositions a accueilli d'importantes foires comme Ferpalia (foire du tourisme galicien) ou des événements comme le défilé de mode galicien Pontus Veteris.

### Cinéma
- 2025 : 12e cérémonie des prix Feroz[13].

## Galerie

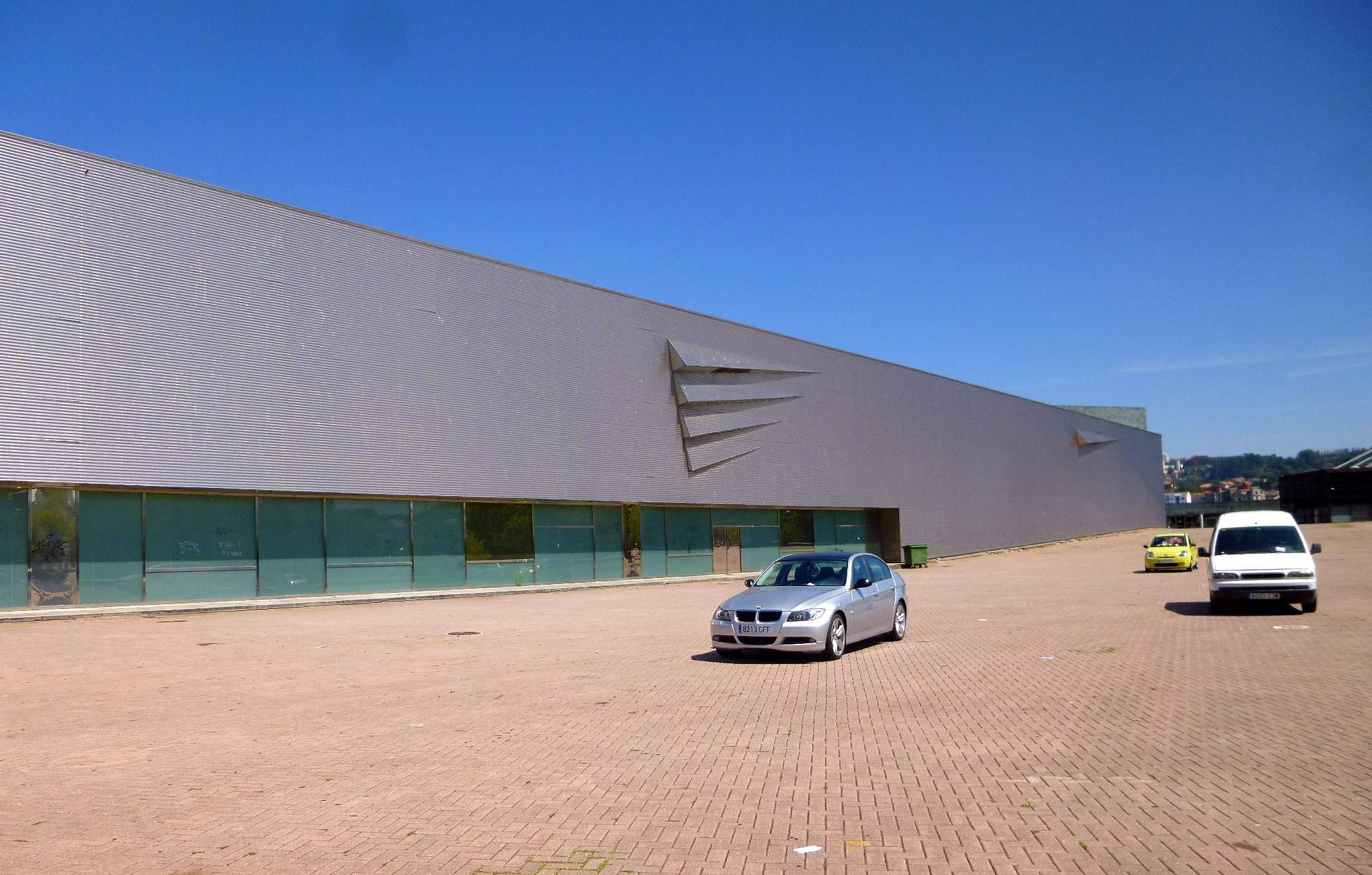
Façade en aluminium et en verre.
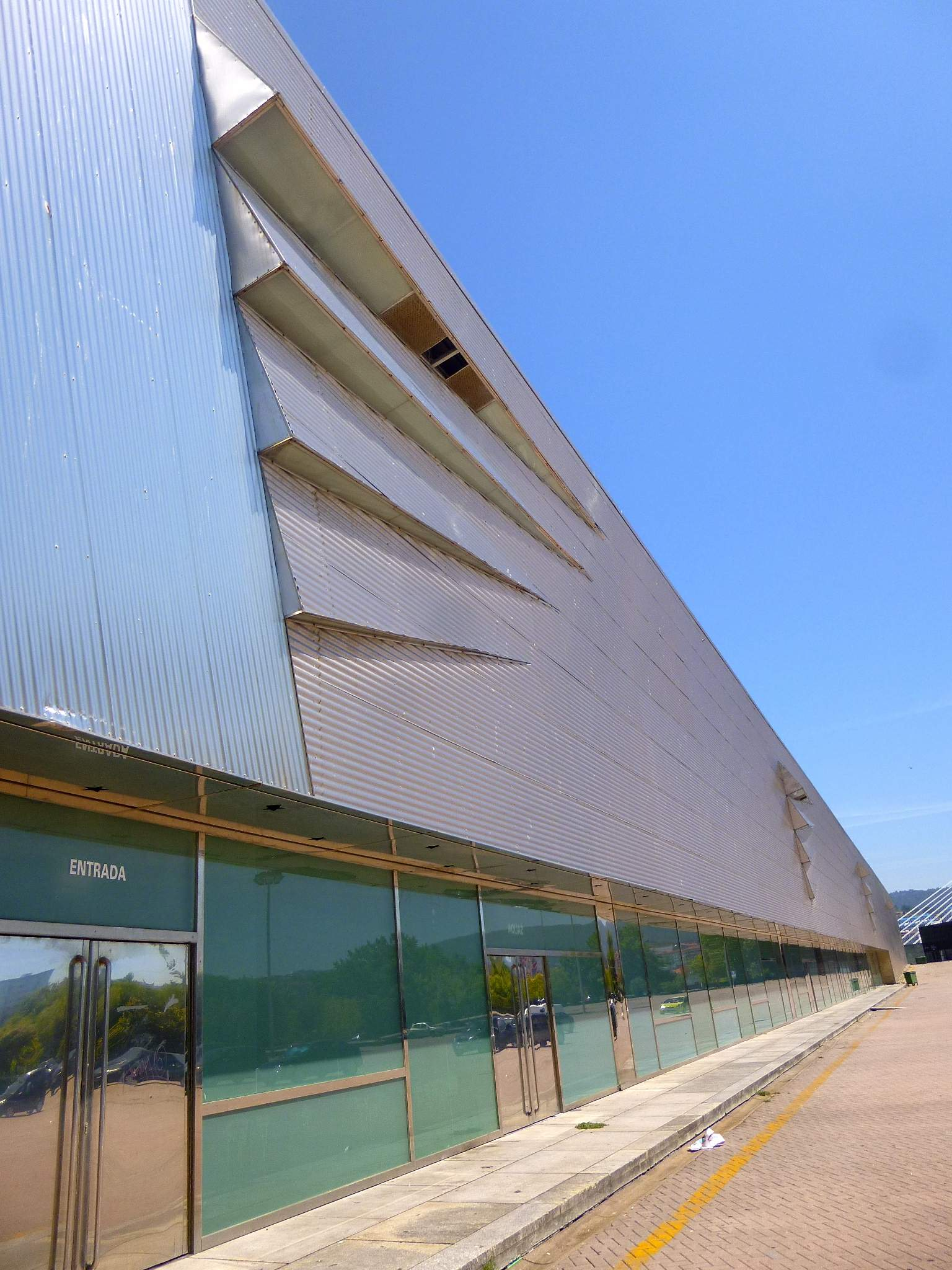
Entrée.
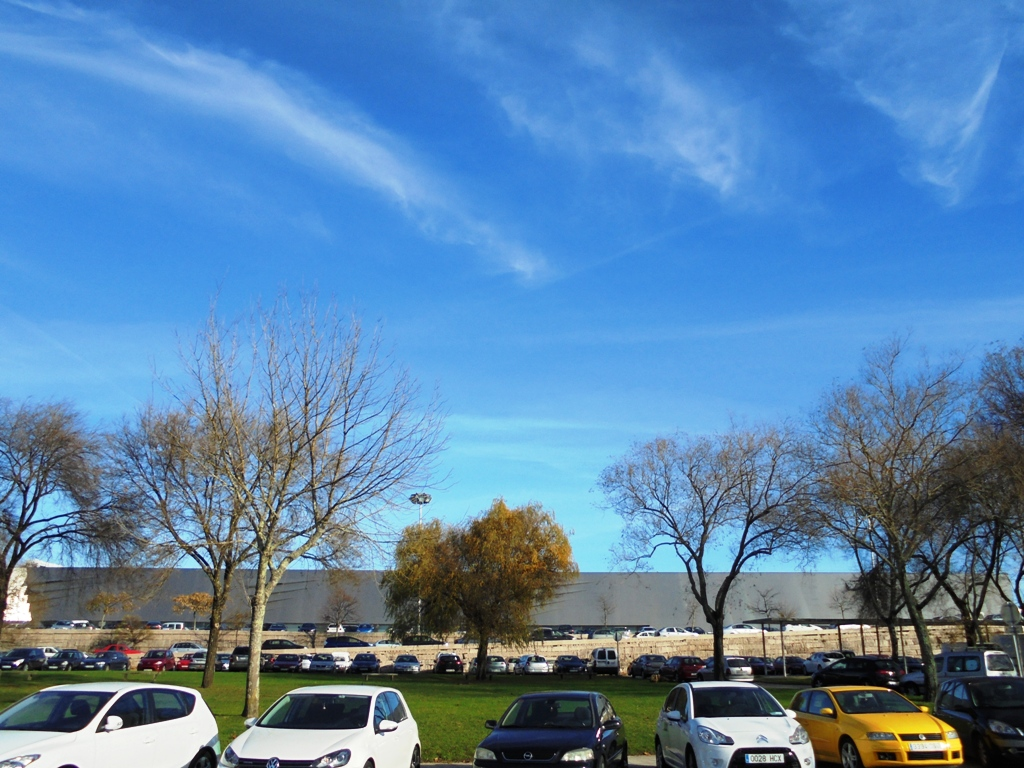
Vue générale du Parc Rosalía de Castro.
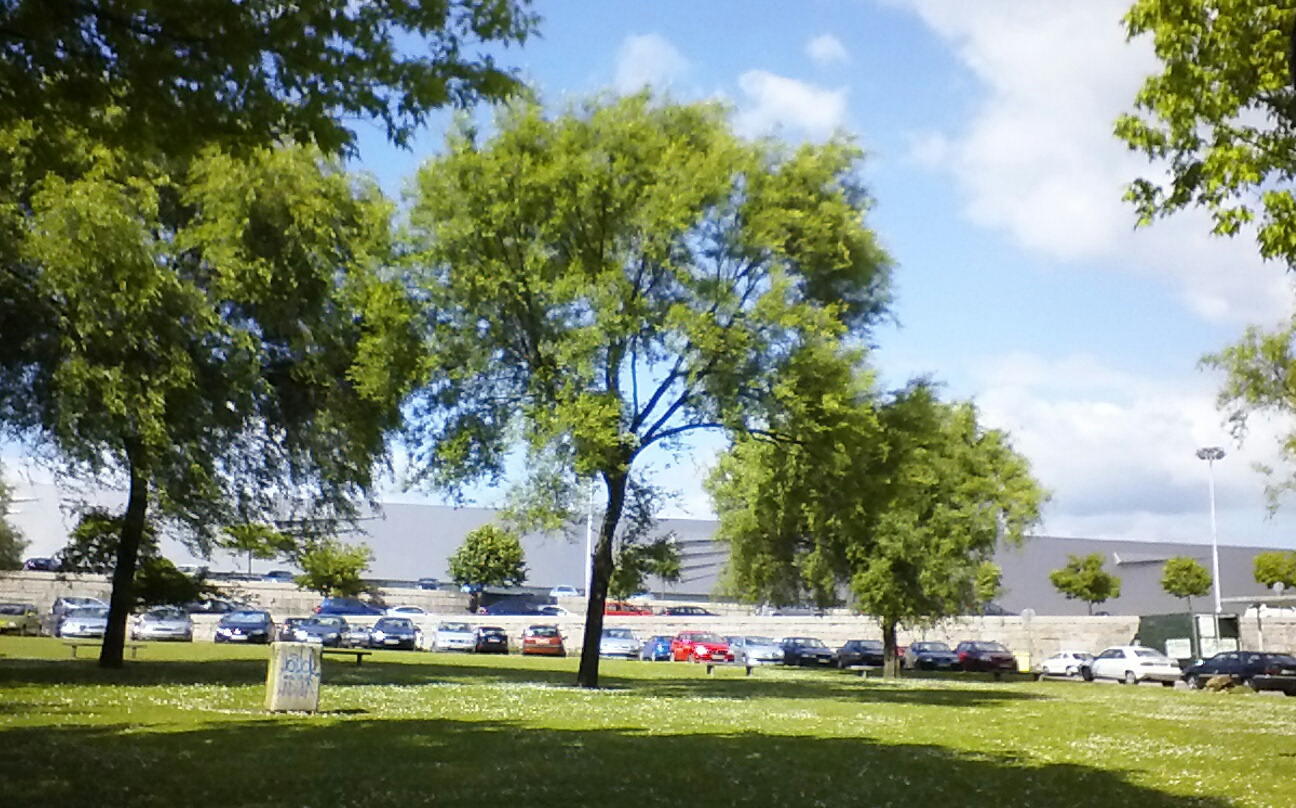
Façade principale et  Parque Rosalía de Castro près des rives du Lérez.
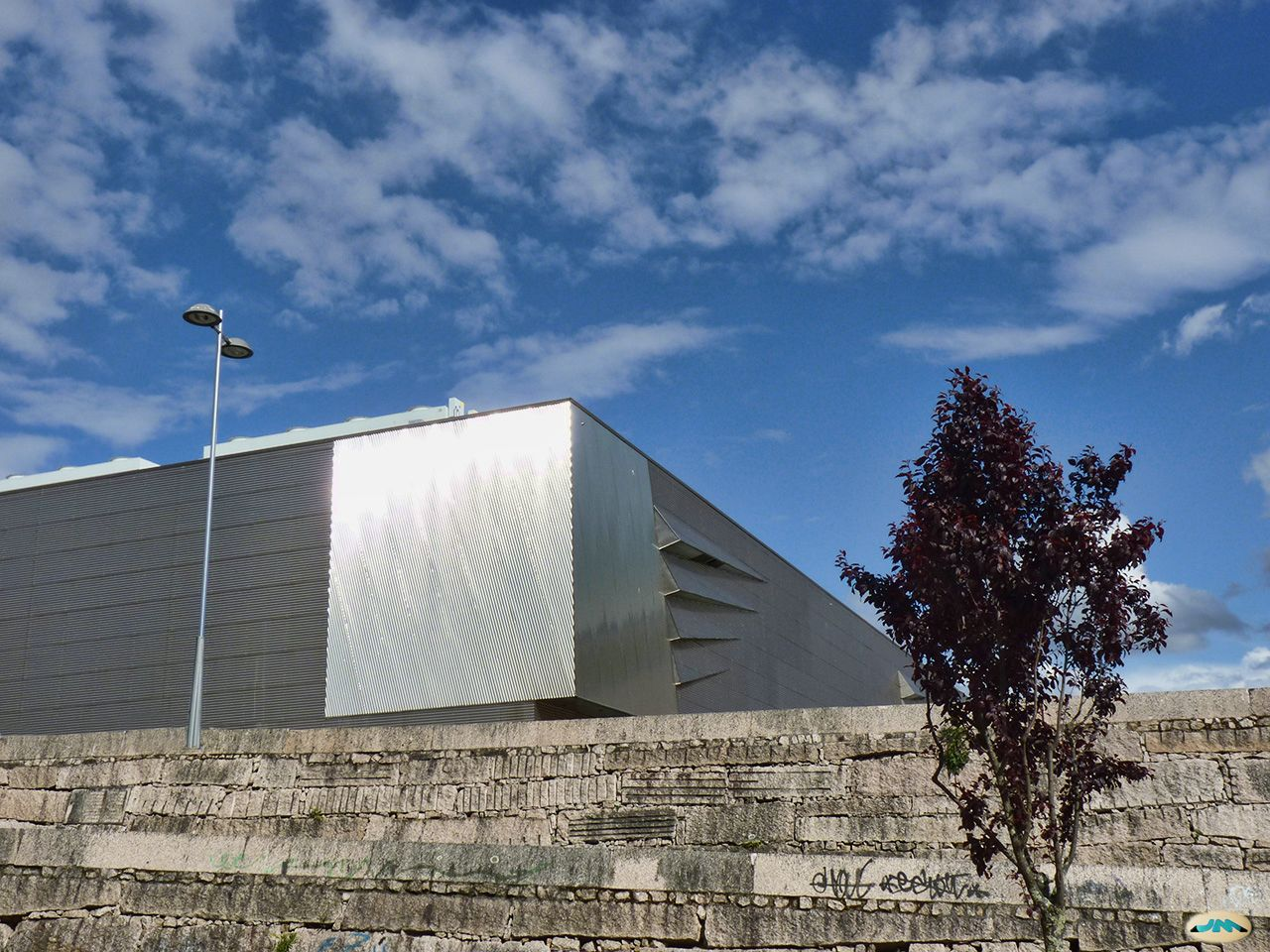
Vue latérale.
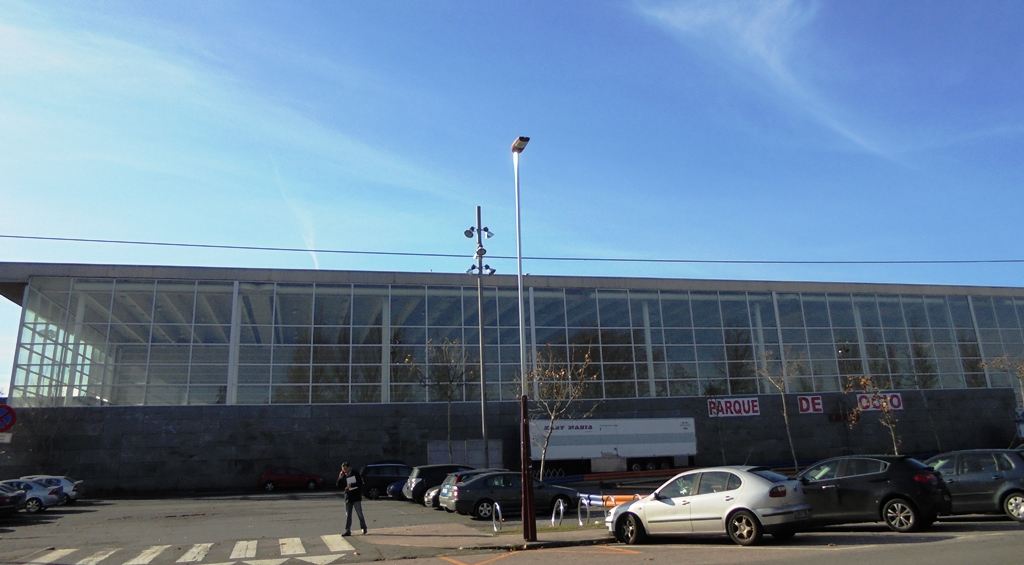
Façade arrière.
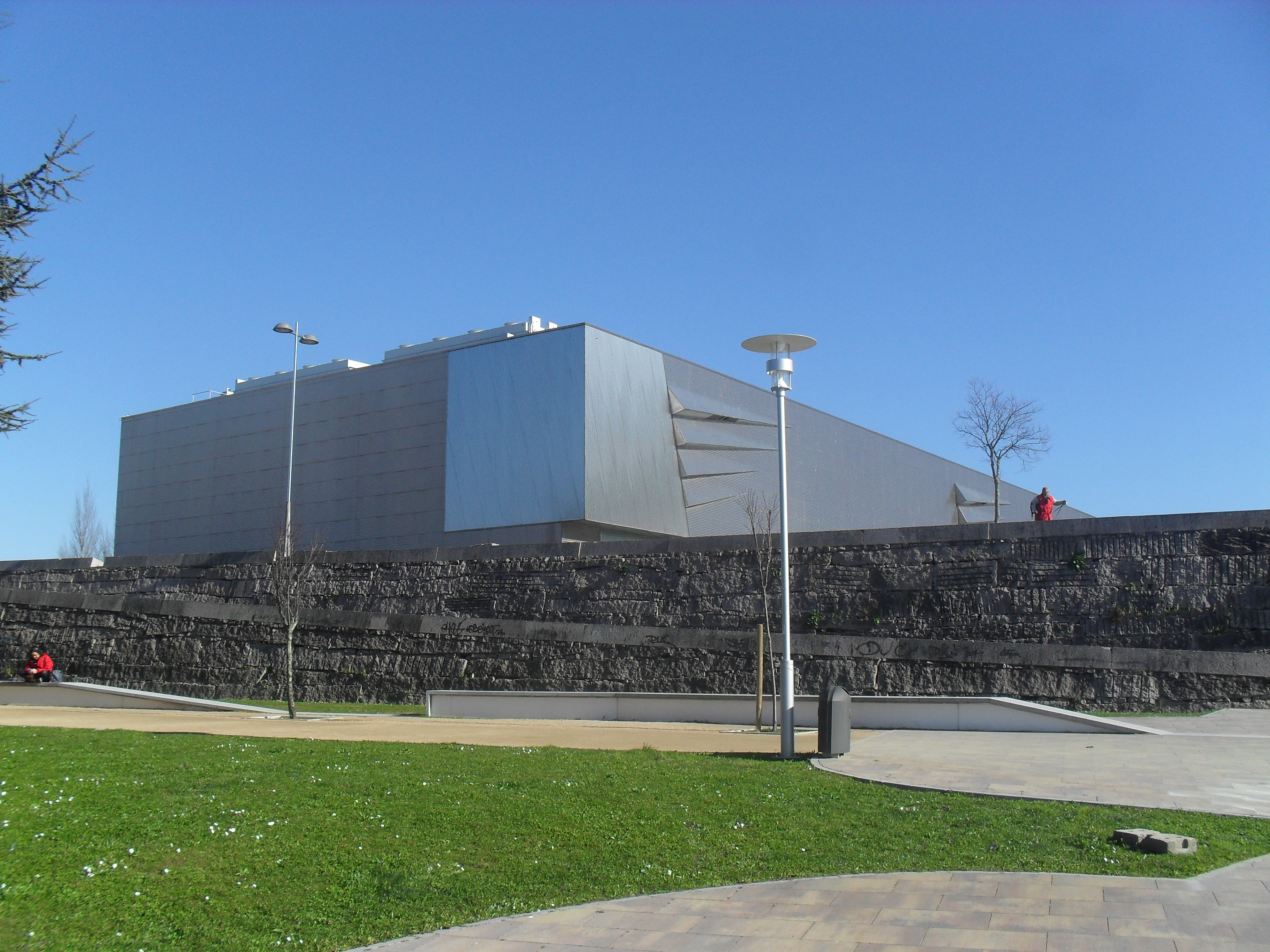
Vue latérale
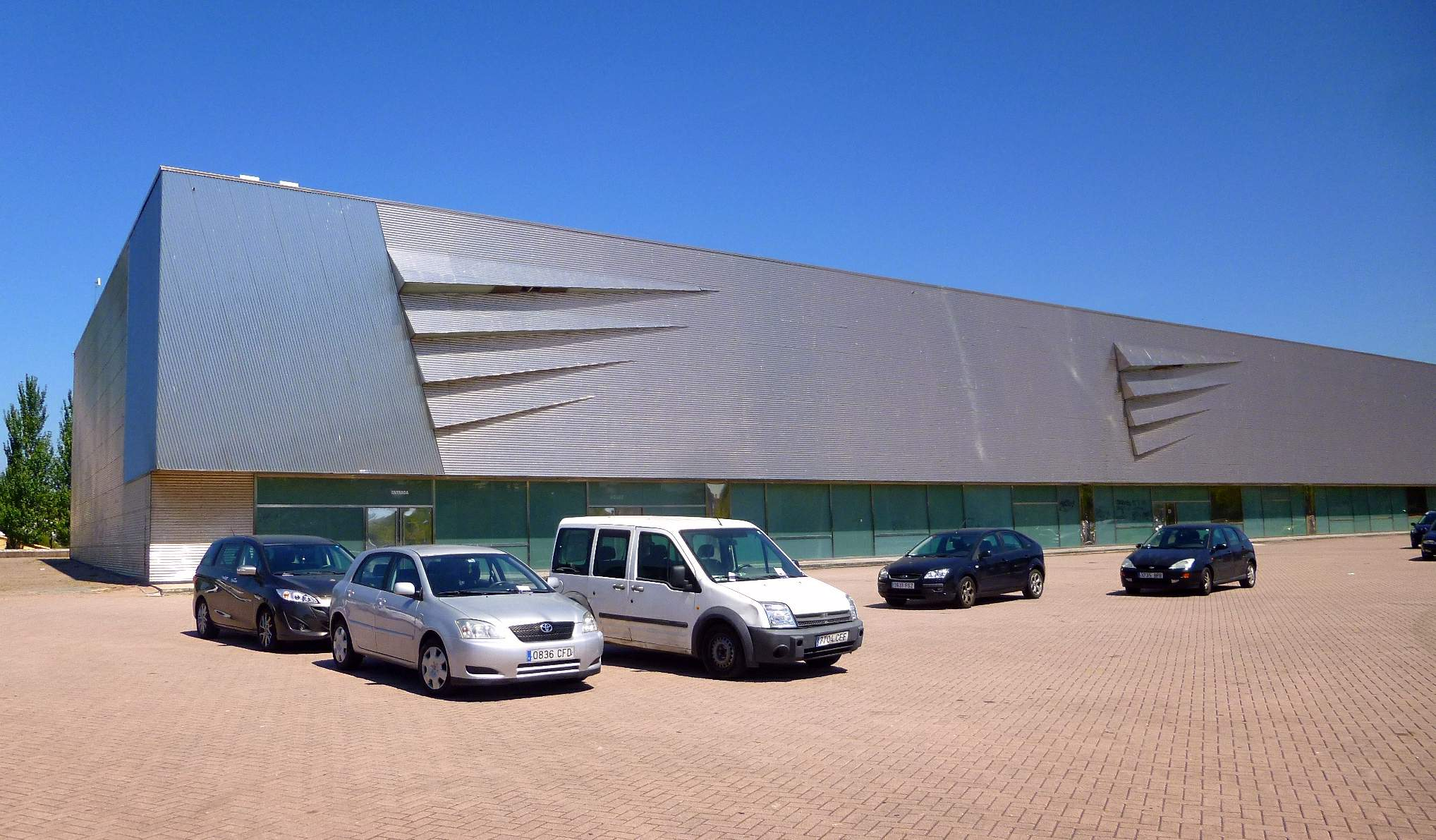
Façade.
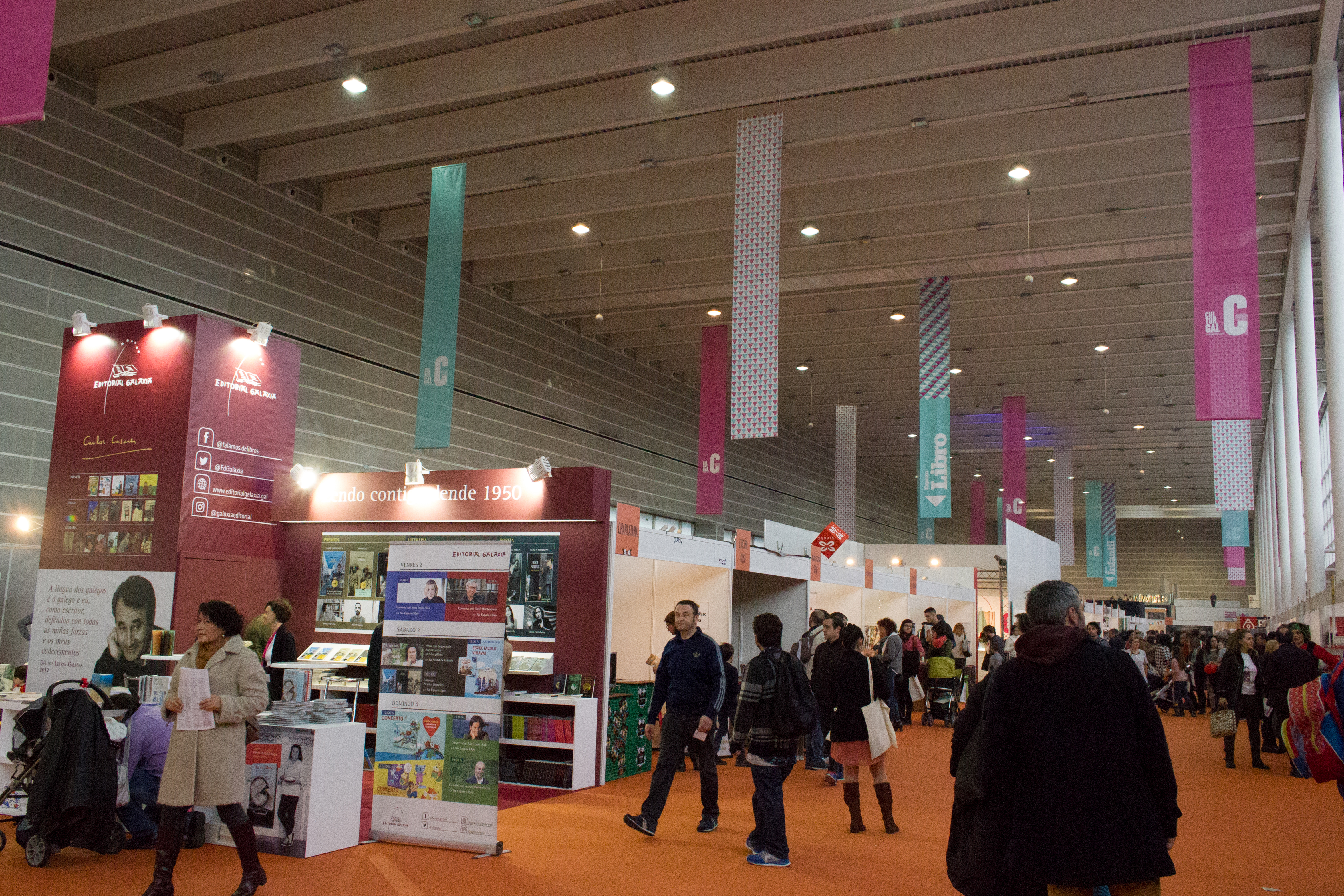
Culturgal en 2016.